# Wilde Beast
Wilde Beast in Canada’s Wonderland (Vaughan, Ontario, Kanada) ist eine Holzachterbahn, die 1981 als Wilde Beaste eröffnet wurde. Von 1997 bis 2018 fuhr sie unter dem Namen Wild Beast.
Die von Curtis D. Summers konstruierte, 960,1 m lange Strecke erreicht eine Höhe von 25 m und besitzt einen 23,8 m hohen First Drop, auf dem die Züge eine Höchstgeschwindigkeit von 90,1 km/h erreichen.

## Züge
Wilde Beast besitzt zwei Züge des Herstellers Philadelphia Toboggan Coasters mit jeweils sieben Wagen. In jedem Wagen können vier Personen (zwei Reihen à zwei Personen) Platz nehmen.